# Leptobatopsis
Leptobatopsis is een geslacht van insecten uit de orde vliesvleugeligen (Hymenoptera) en de familie Ichneumonidae.

## Soorten
- L. abuelita Ugalde & Gauld, 2002
- L. annularis Kasparyan, 2007
- L. appendiculata Momoi, 1960
- L. ashmeadii Brues, 1910
- L. badia Momoi, 1970
- L. bicolor Cushman, 1933
- L. cardinalis Chandra & Gupta, 1977
- L. caudator (Fabricius, 1775)
- L. flavoannulata Chandra & Gupta, 1977
- L. indica (Cameron, 1897)
- L. lepida (Cameron, 1908)
- L. luridofasciata Chandra & Gupta, 1977
- L. luteocorpa Chandra & Gupta, 1977
- L. maai Momoi, 1968
- L. melanomera Momoi, 1971
- L. mesominiata Chandra, 1976
- L. moloch (Morley, 1913)
- L. mongolica (Meyer, 1932)
- L. nigra Cushman, 1933
- L. nigrescens Chao, 1975
- L. nigricapitis Chandra & Gupta, 1977
- L. ochromaculata Chandra & Gupta, 1977
- L. orientalis Chandra & Gupta, 1977
- L. peterseni Momoi, 1971
- L. planiscutellata (Enderlein, 1912)
- L. prolata Chandra & Gupta, 1977
- L. spilopus (Cameron, 1908)
- L. v-maculata (Cameron, 1907)